# Хальбс
Хальбс (нем. Halbs) — община в Германии, в земле Рейнланд-Пфальц. 
Входит в состав района Вестервальд. Подчиняется управлению Вестербург.  Население составляет 339 человек (на 31 декабря 2010 года). Занимает площадь 2,12 км².